# Lawrence County, Indiana
Lawrence County är ett administrativt område i södra delen av delstaten Indiana, USA, med 46 134 invånare (2010). Den administrativa huvudorten (county seat) är Bedford. 

## Geografi
Enligt United States Census Bureau har countyt en total area på 1 171 km². 1 163 km² av den arean är land och 8 km² är vatten.   

### Angränsande countyn
- Monroe County - nord
- Jackson County - öst
- Washington County - sydost
- Orange County - syd
- Martin County - väst
- Greene County - nordväst